# Siegfried Schmidt-Joos
Siegfried Schmidt-Joos (* 17. April 1936 in Gotha; † 2. Februar 2025 in Berlin) war ein deutscher Musik- und Kulturjournalist sowie Autor von Büchern über die Jazz-, Pop- und Rockmusikkultur.

## Biografie
Nach dem Abitur an der Arnoldi-Oberschule in Gotha studierte er von 1954 bis 1957 Germanistik und Musikwissenschaft an der Martin-Luther-Universität Halle-Wittenberg. Gleichzeitig schuf er mit der „Arbeitsgemeinschaft Jazz Halle“ in der FDJ-Hochschulgruppe einen der ersten offiziell zugelassenen Jazzclubs der DDR. In Stelldichein der Synkopen, einer 1956/57 fünfmal ausgestrahlten tanzmusikalischen Unterhaltungssendung des gerade gestarteten Deutschen Fernsehfunks, stellte er Amateurbands aus Halle/S. (Alfons Zschockelt's Jazz-Band, Hans-Buchmann-Quintett) und Jena (Klaus Steckels New Orleans Jazz Band) vor und gab mit erklärenden Worten einen Einblick in die "besondere Art dieser Musik" der gespielten Jazz-Titel. Er flüchtete 1957 aus der DDR. Von 1957 bis 1959 schloss sich ein Studium der Kulturwissenschaften in Frankfurt/Main an, wo er unter anderem Vorlesungen von Carlo Schmid, Theodor W. Adorno, Max Horkheimer und Walter Höllerer besuchte. Daneben arbeitete er in Frankfurt als Korrespondent für das Jazzmagazin schlagzeug, das im Berliner Äquator-Verlag erschien.
Von 1959 bis 1968 arbeitete Schmidt-Joos als Musikredakteur bei Radio Bremen und lieferte Beiträge über Jazz und Beat für so gut wie alle deutschen Sender. Außerdem war er als freiberuflicher Redakteur für die Beilage jazz-echo im Gondel-Magazin sowie für die Jazz-Teile der Fachblätter Fono Forum und Musikalische Jugend zuständig und schrieb Artikel für den Monat, Deutsches Panorama, twen, Petra, Playboy, Brigitte und andere Zeitschriften.
Von 1966 bis 1971 moderierte er Musiksendungen im TV-Nachmittagsprogramm der ARD mit Themen wie Free Jazz - Pop Jazz | Unverständlich oder populär?, Jazz & Pop, American Folk Blues Festival, Monterey Jazz Festival und Porträts von Bill Ramsey, Paul Kuhn, Klaus Doldinger, Felicia Weathers und des Kurt-Edelhagen-Orchesters. In diesen Sendungen wurden dem deutschen Fernsehpublikum erstmals ausführlich Musiker wie B. B. King, Aretha Franklin, Country Joe McDonald und Julie Driscoll vorgestellt.
1968 wechselte Schmidt-Joos in die Kulturredaktion des Nachrichtenmagazins Der Spiegel in Hamburg, der er bis 1978 angehörte und wo er unter anderem für die Sparte Popmusik zuständig war. 
Für das von Michael Naura mitgestaltete Radioprogramm des NDR produzierte er Musikfeature-Serien über herausragende Musiker der Pop- und Rockmusik: Frank Sinatra (12-teilig, 1974/75), Judy Garland (6-teilig, 1979), Ray Charles (6-teilig, 1980), John Lennon (8-teilig, 1981), Bob Dylan (10-teilig, 1982) sowie Sammy Davis Jr. (10-teilig, 1984). Alle diese Sendungen wurden auch von RIAS Berlin ausgestrahlt. Dort leitete er von 1979 bis 1987 die Abteilung „Leichte Musik“. Anschließend arbeitete er bis 2001 in gleicher Funktion als Abteilungsleiter beim Sender Freies Berlin (SFB, später RBB).
Bekannt wurde Schmidt-Joos vor allem durch das erstmals im Dezember 1973 bei Rowohlt erschienene Rock-Lexikon, das er zusammen mit dem Journalisten und Radiomoderator Barry Graves unter Mitarbeit von Bernie Sigg verfasst hat. Das Werk avancierte zum Standardwerk, von dem schon im Oktober 1975 die sechste, aktualisierte und erweiterte, Ausgabe in einer Auflage von 119.000 Stück vorlag. Die letzte Auflage mit seinem 1994 an AIDS verstorbenen Co-Autor Barry Graves erschien 1990. Im August 2008 wurde das mittlerweile auf den Umfang von zwei Bänden zu jeweils über 1000 Seiten angewachsene Rock-Lexikon mit dem Partner Wolf Kampmann in einer völlig überarbeiteten Neufassung ediert. Die Gesamtauflage lag zu dieser Zeit bei über einer halben Million.
1974 wurde Schmidt-Joos Mitglied des Ausschusses „Popularmusik“ im Deutschen Musikrat und von Herbst 1974 an war er Vizepräsident des Kuratoriums der Deutschen Phono-Akademie.
Ab 2006 gehörte er (neben Wim Wenders, Johannes Heisig, Eva Demski, Udo Lindenberg u. a.) dem Kuratorium der Lippmann + Rau-Stiftung in Eisenach an.
Am 27. September 2008 wurde er im Rahmen des 28. Lahnsteiner Bluesfestivals mit dem dort jährlich vergebenen „Blues-Louis“ ausgezeichnet.
Er veröffentlichte in den letzten Jahren für die Rubrik „Historically Speaking“ im JazzPodium ältere Texte. Seit März 2017 (Ausgabe: Nummer 17) schrieb er für das nichtkommerzielle „Mitteilungsblatt aus Leipzig für Freunde swingender Musik in aller Welt“ Just for Swing Gazette regelmäßig Musiker-Porträts (u. a. über Jutta Hipp), Buch- und CD-Rezensionen sowie die Rubriken Historically Listening und Radio Days.
Seiner Heimatstadt Gotha blieb Siegfried Schmidt-Joos verbunden. Am 16. September 2021 trug er sich auf Bitte des Oberbürgermeisters Knut Kreuch ins Goldene Buch der Stadt ein.
Schmidt-Joos gehörte „seit Ende der 1960er-Jahre zu den wichtigsten Bahnbrechern des Pop in der Medienlandschaft der Bundesrepublik“, urteilt der Historiker Detlef Siegfried. Er war seit 1987 mit der Journalistin und Moderatorin Kathrin Brigl verheiratet.

## Schriften/Veröffentlichungen (Auswahl)
- Charlie Parker – Ein Porträt. Pegasus-Verlag, Wetzlar 1959.
- Geschäfte mit Schlagern. Schünemann, Bremen 1960.
- Jazz – Gesicht einer Musik. Kossodo, Genf/Hamburg 1960.
- mit Hanns Lilje, Kurt Heinrich Hansen: Das Buch der Spirituals und Gospel Songs. Furche-Verlag, Hamburg 1961.
- Das Musical. Dt. Taschenbuch Verlag, München 1965.
- Beat: Musik der Generation des »Involvement«. In: Rolf-Ulrich Kaiser (Hg.): Protestfibel – Formen einer neuen Kultur. Scherz Verlag, Bern/München/Wien 1968, S. 11–25.
- mit Barry Graves: Rock-Lexikon. Rowohlt, Reinbek bei Hamburg 1973.
- mit Barry Graves: Rock-Lexikon. Rowohlt, Reinbek bei Hamburg 1975.
- mit Peter Höhne, Jürgen Sauermann u. a.: Lexikon Pop. Ein Sachwort-ABC der Unterhaltungsmusik von Operette und Schlager bis Folk, Jazz und Rock. Breitkopf & Härtel, Wiesbaden 1977, ISBN 978-3765101342.
- als Herausgeber: Let it bleed – Die Rolling Stones in Altamont. Ullstein, Frankfurt am Main/Berlin/Wien 1984.
- als Herausgeber: Idole 1 – Von Hibbing nach Asbury Park. Ullstein, Frankfurt am Main/Berlin/Wien 1984.
- als Herausgeber: Idole 2 – Zwischen Poesie und Protest. Ullstein, Frankfurt am Main/Berlin/Wien 1984.
- als Herausgeber: Idole 3 – Hits aus dem Getto. Ullstein, Frankfurt am Main/Berlin/Wien 1984.
- als Herausgeber: Idole 4 – Nachrichten aus seltsamen Träumen. Ullstein, Frankfurt am Main/Berlin/Wien 1985.
- als Herausgeber: Idole 5 – Nur der Himmel ist Grenze. Ullstein, Frankfurt am Main/Berlin/Wien 1985.
- als Herausgeber: Idole 6 – Am Ende des Regenbogens. Ullstein, Frankfurt am Main/Berlin/Wien 1985.
- als Herausgeber: Idole 7 – Stars hinter Glas. Ullstein, Frankfurt am Main/Berlin/Wien 1985.
- mit Kathrin Brigl: Selbstredend... – Interview-Porträts. Rowohlt, Reinbek bei Hamburg 1985.
- mit Kathrin Brigl: Fritz Rau – Buchhalter der Träume. Quadriga-Verlag Severin, Berlin 1985.
- mit Kathrin Brigl: Selbstredend... – Neue Interview-Porträts. Rowohlt, Reinbek bei Hamburg 1986.
- als Herausgeber: Idole 8 – Treffpunkt im Nirgendwo. Ullstein, Frankfurt am Main/Berlin/Wien 1986.
- als Herausgeber: Idole 9 – Weg von meiner Wolke. Ullstein, Frankfurt am Main/Berlin/Wien 1987.
- mit Barry Graves: Rock-Lexikon. Rowohlt, Reinbek bei Hamburg 1990.
- Einführung - Die Welt des Musicals. In: Charles B. Axton, Otto Zehnder: Reclams großes Musical-Buch. Reclam, Stuttgart 1997, S. 9–28.
- mit Bernward Halbscheffel: Rock-Lexikon. Rowohlt, Reinbek bei Hamburg 1998.
- mit Wolf Kampmann: Pop-Lexikon. Rowohlt, Reinbek bei Hamburg 2002.
- My Back Pages. Idole und Freaks, Tod und Legende in der Popmusik. Lukas Verlag, Berlin 2004.
- mit Wolf Kampmann: Rock-Lexikon. Rowohlt, Reinbek bei Hamburg 2008.
- Die Stasi swingt nicht. Ein Jazz-Fan im kalten Krieg. Mitteldeutscher Verlag, Halle/S. 2016.
- Es muss nicht immer Free Jazz sein – Zeitlose Texte zu Musik und Politik. Verlag Klaus-Jürgen Kamprad, Altenburg 2021.
- als Herausgeber: Jazz-Echos aus den Sixties – Kritische Skizzen aus einem hoffnungsvollen Jahrzehnt. Verlag Klaus-Jürgen Kamprad, Altenburg 2022.
- It must schwing - Siegfried Schmidt-Joos. In: Thomas Kraft: The Last DJs – Wie die Musik ins Radio kam. starfruit publications, Fürth 2022, S. 57–66.
- mit Kathrin Brigl: Rock’n’Rau – Wie der Konzertveranstalter Fritz Rau zum Buchhalter der Träume wurde. Reiffer, Meine 2022.